# Hanancha
Hanancha (în arabă الحنانشة) este o comună din provincia Souk Ahras, Algeria.
Populația comunei este de 15.790 de locuitori (2008).